# تپه یارما
تپه یارما مربوط به هزاره اول قبل از میلاد است و در شهرستان ماکو، بخش مرکزی، روستای سنگر واقع شده و این اثر در تاریخ ۲۳ شهریور ۱۳۸۲ با شمارهٔ ثبت ۱۰۰۴۰ به‌عنوان یکی از آثار ملی ایران به ثبت رسیده است.